# Cubanella irrorata
Cubanella irrorata är en insektsart som först beskrevs av Philip Reese Uhler 1895.  Cubanella irrorata ingår i släktet Cubanella och familjen kilstritar. Inga underarter finns listade i Catalogue of Life.